# Edotia montosa
Edotia montosa är en kräftdjursart som först beskrevs av William Stimpson 1853.  Edotia montosa ingår i släktet Edotia och familjen tånglöss. Inga underarter finns listade i Catalogue of Life.